# 元西仮乗降場

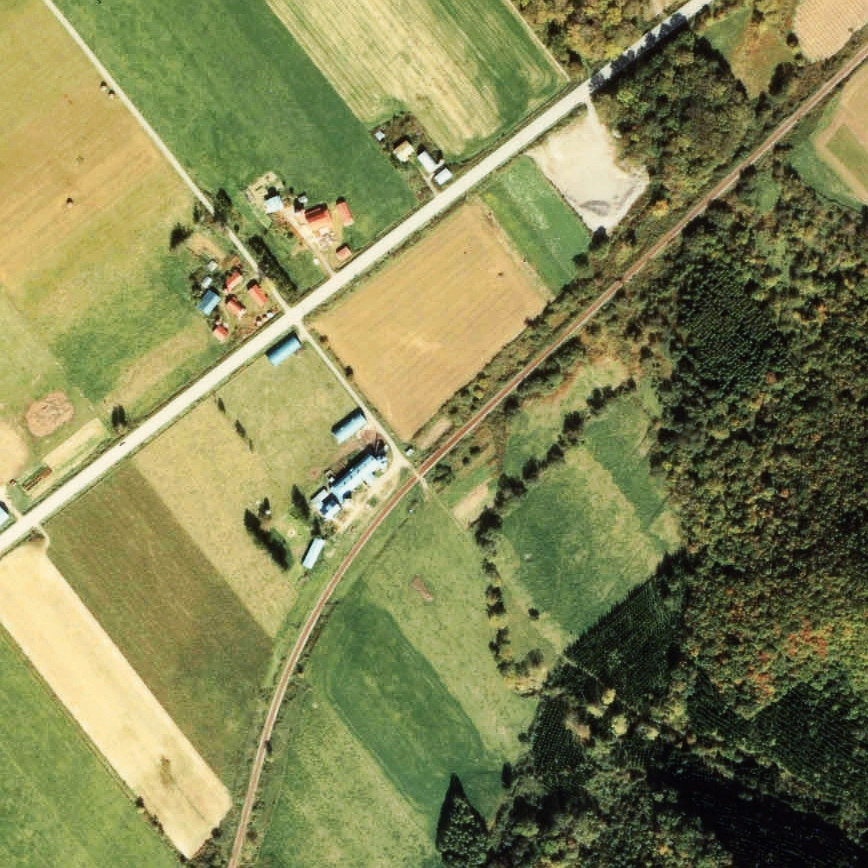
1978年の元西仮乗降場と周囲約500m範囲。下が北見滝ノ上方面。北見滝ノ上側に八線道の踏切と近くに待合室がある。

元西仮乗降場（もとにしかりじょうこうじょう）は、北海道紋別市渚滑町元西にあった日本国有鉄道（国鉄）渚滑線の仮乗降場（廃駅）である。渚滑線の廃線に伴い1985年（昭和60年）4月1日に廃駅となった。

## 歴史
1955年（昭和30年）12月25日に名寄本線・渚滑線・興浜南線でレールバスの運行が開始された後に、利用者の利便を図って増設された旅客駅のひとつである。

### 年表
- 1956年（昭和31年）5月1日 - 日本国有鉄道渚滑線の元西仮乗降場（局設定）として開業[1]。
- 1985年（昭和60年）4月1日 - 渚滑線の廃線に伴い廃止となる[1]。

## 駅構造
廃止時点で、単式ホーム1面1線を有する地上駅であった。

## 駅名の由来
当駅の所在する地名より。

## 駅周辺
- 国道273号（渚滑国道）
- 渚滑川
- 北紋バス「8線」停留所

## 駅跡
農地の一部となっており、現場には鉄道関連の遺構は残っていないが、国道沿い（停車場線の出入口付近）に「元西」と書かれた接近標が放置されている。

## 隣の駅
日本国有鉄道
渚滑線
渚滑駅 - 元西仮乗降場 - 下渚滑駅